# Llista d'alcaldes de Montseny
Llista d'alcaldes de Montseny:
- Pere Cervera i Planas (1897 - 1902)
- Joan Planas i Borrell (1902 - 1918)
- Esteve Planas i Cañellas (1918 - 1922)
- Francesc Cervera i Massó (1922 - 1923)
- Miquel Bosch i Vilà (1923 - 1924)
- Joan Masnou i Volart (1924 - 1929)
- Lluís Planas i Andreu (1929 - 1930)
- Francesc Cervera i Massó (1930 - 1933)
- Pere Deumal i Anglada (1933 - 1935)
- Agustí Planas i Planas (1935 - 1936)
- Pere Deumal i Anglada (1936 - 1936)
- Francesc Deumal i Vila (1936 - 1936)
- Pere Deumal i Anglada (1936 - 1939)
- Isidre Planas i Vila (1939 - 1950)
- Lluís Planas i Andreu (1950 - 1970)
- Josep Jubany i Deumal (1970 - 1983)
- Alfons Planas i Jubany (1983 - 2018)
- Carles Corominas i Arnaiz (2018 - 2019)
- Núria Masnou i Pujol (2019 -)